# Sultán ibn Abd al-Azíz
Sultán ibn Abd al-Azíz (arabsky سلطان بن عبدالعزيز آل سعود, žil 5. ledna 1928 / 30. prosince 1930 – 22. října 2011) byl saúdskoarabský korunní princ, první vicepremiér, ministr obrany a letectví a zároveň první v linii nástupnictví saúdskoarabského trůnu.
Od roku 1962 byl ministrem obrany a v roce 2005 se stal korunním princem. V roce 2004 mu byla diagnostikována rakovina tlustého střeva, během roku 2011 podstoupil řadu vyšetření, včetně chirurgického zákroku v New Yorku, kde zemřel v tamní nemocnici.

## Vyznamenání
- velkokříž Řádu za občanské zásluhy – Španělsko, 15. června 1966[2]
- velkokříž Národního řádu Čadu – Čad, 1972
- Národní řád lva – Senegal, 1972
- Řád krále Abd al-Azíze I. třídy – Saúdská Arábie, 1973
- velkodůstojník Národního řádu za zásluhy – Francie, 1973
- velkokříž Řádu osvoboditele – Venezuela, 1975
- velkokříž Řádu Isabely Katolické – Španělsko, 15. června 1981[3]
- čestný komtur Řádu obránce říše – Malajsie, 1982[4]
- velkokříž Řádu zásluh o Italskou republiku – Itálie, 19. července 1997[5]
- čestný velkokomtur Řádu obránce říše – Malajsie, 2000
- velkokříž Řádu Karla III. – Španělsko, 6. června 2008[6]
- velkostuha Řádu Nilu – Egypt
- Řád jednoty I. třídy – Jemen
- Řád Kuvajtu I. třídy – Kuvajt
- Řád Muhammada II. třídy – Maroko
- velkokříž Řádu za zásluhy – Niger
- člen speciální třídy Řádu palestinské hvězdy – Palestina
- velkostuha Řádu cti – Súdán
- Řád Umajjovců I. třídy – Sýrie
- Řád příznivých oblaků I. třídy – Tchaj-wan
- velkodůstojník Řádu Mono – Togo